# Tjuktjerhavet
Tjuktjerhavet (russisk: Чуко́тское мо́ре, tr. Tjukotskoje more) er et randhav af Ishavet, beliggende nord for Beringstrædet mellem Sibirien og Alaska. Mod vest afgrænses det af Wrangeløen og grænser her mod Østsibiriske hav. I øst afgrænses det af Point Barrow i Alaska og grænser her mod Beauforthavet. Det afgrænses af Tjuktjerhalvøen i sydvest og af Sewardhalvøen i sydøst og overgår mod syd i Beringstrædet, som forbinder det med Stillehavet, idet grænsen sættes til polcirkelen.
Tjuktjerhavet er et grundt sokkelhav. Over 56 % af overfladen på omkring 595.000 km² er mindre end 50 meter dyb; det størsta dyb er knapt 200 meter. Tjuktjerhavet har store populationer af hvalrosser, sæler og hvaler. Det er isbelagt i største delen af året, men i hvert fald de østlige dele er farbare cirka 4 måneder om sommeren efter som varmt vand fra Stillehavet passerer gennem Beringstrædet. Dette medfører tillige, at plante- og dyrelivet udviser både arktiske og pacifiske træk. 
De største havne er Uelen på Tjuktjerhalvøens østligste punkt og Utqiagvik på Alaskas nordligste del. 
Havet har fået sit navn efter tjuktjerne, som bor i Tjukotskij autonome okrug på den sibiriske side.
69°31′N 171°17′V / 69.51°N 171.29°V